# Netanel Artzi
Netanel Artzi (in ebraico נתנאל ארצי‎?; Kiryat Bialik, 21 marzo 1997) è un cestista israeliano.